# Heinrich Julius Blume (Politiker)
Heinrich Julius Blume (* 13. Februar 1805 in Sarstedt; † 9. Februar 1884 in Hamburg) war ein Kaufmann und Abgeordneter.

## Leben
Blume hat von 1820 bis 1829 in Braunschweig und Hamburg eine kaufmännische Ausbildung erlangt. Ab 1829 war er in Havanna tätig. 1834 gründete er eine eigene Firma in Guadalajara.
1853 verließ Blume Mexiko und ließ sich in Hamburg nieder. Ab 1856 war er auch in Hamburg unter dem Firmennamen H. J. Blume geschäftlich tätig. Die Firma wurde nach seinem Tod von seinen Söhnen fortgeführt. 
Er gehörte von 1878 bis zu seinem Tod dem Aufsichtsrat der hanseatischen Feuerversicherungsgesellschaft an.
Er wirkte von 1859 bis 1862 als Handelsrichter und war von 1863 bis 1865 Mitglied des Obergerichtes. 1863 hatte er das Amt des Steuerschätzbürgers inne. Von 1871 bis 1884 war er in der Gemeindeverwaltung der Sankt Petrikirche tätig. 
Von 1859 bis 1863 gehörte er der Hamburgischen Bürgerschaft an.